# Årebragden
Årebragden var historiskt en störtloppstävling i svenska skidorten Åre. Redan år 1920 hade det planerats att tävlingen skulle ha premiär, men på grund av den otjänliga väderleken blev den inställd. Året därpå, 1921, gick första Årebragden av stapeln och blev därmed samtidigt Sveriges första officiella tävling i störtlopp. Starten på Årebragden (masstart) var förlagd på högsta toppen av Åreskutan, banan sträcktes sedan ner över Tusenmetersplatån vidare genom Västra Ravin och den frusna Susabäcken, med målgång på torget mitt i byn. Detta gav en banlängd på 5,2 kilometer och en fallhöjd på 1 022 meter. Årebragden arrangerades i samma bana till och med 1951 och var på slutet även en del av Svenska skidspelen. Det enda alternativet för såväl tävlande som publik att ta sig upp på Åreskutan var till fots, eftersom ingen lift hade byggts ännu (förutom Åre bergbana, som förblev dragen enbart till nuvarande Fjällgården). Från och med 1952 var en ny störtloppsbana färdigställd inför alpina VM i Åre 1954 och Årebragden, en av världens äldsta störtloppstävlingar på tid, gick i graven.
Flera gånger har tävlingen tvingats att ställas in. 1935 tillämpades för första gången Internationella skidförbundets, FIS, internationella regler för störtlopp vilket bland annat förbjöd så kallad "stavridning". Detta på begäran av Sigge Bergman som annars vägrade deltaga. 1939 blev Årebragden internationell och kom för första gången även att omfatta slalom och alpin kombination. Samma år tilläts damer i en egen klass för första gången, deras bana mätte 4,1 km.
Årebragden är idag en nationell ungdomstävling som omfattar superkombination och super G för damer och herrar.
I april 2011 upptogs en årlig ny och modern variant av den historiska Årebragden, kallas Red Bull Home Run, med en annan sträckning.

## Segrare i herrklassen
| År   | Segrare               | By/Klubb            | Tid        | Kombinationssegrare    |
| ---- | --------------------- | ------------------- | ---------- | ---------------------- |
| 1921 | P Kröitz              | Åre                 | 9.01 min   |                        |
| 1922 | Per Nikolausson       | Åre                 | 9.13 min   |                        |
| 1923 | Inställt              |                     |            |                        |
| 1924 | Per Nikolausson       | Åre                 | 7.25 min   |                        |
| 1925 | Inställt              |                     |            |                        |
| 1926 | Inställt              |                     |            |                        |
| 1927 | Per Nikolausson       | Åre                 | 7.57 min   |                        |
| 1928 | Magnus "Behm" Hansson | Åre                 | 6.53 min   |                        |
| 1929 | Inställt              |                     |            |                        |
| 1930 | Magnus "Behm" Hansson | Åre                 | 7.44 min   |                        |
| 1931 | Inställt              |                     |            |                        |
| 1932 | Bertil Persson        | Åre                 | 7.51 min   |                        |
| 1933 | Bertil Persson        | Åre                 | 9.16 min   |                        |
| 1934 | Inställt              |                     |            |                        |
| 1935 | Sigge Bergman         | Skidfrämjandets SLK | 5.57,1 min |                        |
| 1936 | Sigge Bergman         | Skidfrämjandets SLK | 5.21,2 min |                        |
| 1937 | Hans "Hasse" Hansson  | Åre SLK             | 5.02,2 min |                        |
| 1938 | Inställt              |                     |            |                        |
| 1939 | Hans "Hasse" Hansson  | Åre SLK             | 4.36,4 min | Hans "Hasse" Hansson   |
| 1940 | Hans "Hasse" Hansson  | Åre SLK             | 4.15,8 min | Hans "Hasse" Hansson   |
| 1941 | Hans "Hasse" Hansson  | Åre SLK             | 4.27,0 min | Hans "Hasse" Hansson   |
| 1942 | Inställt              |                     |            | Inställt               |
| 1943 | Hans "Hasse" Hansson  | Åre SLK             | 6.22,2 min | Inställt               |
| 1944 | Gustav Larsson        | Åre SLK             | 4.05,2 min | Sixten Isberg, Åre SLK |
| 1945 | Hans "Hasse" Hansson  | Åre SLK             | 4.08,0 min | Inställt               |
| 1946 | Inställt              |                     |            | Inställt               |
| 1947 | Stig Sollander        | IFK Östersund       | 4.37,0 min | Uppgift saknas         |
| 1948 | Guttorm Berge         | Norge               | 4.53,4 min | Guttorm Berge          |
| 1949 | Stig Sollander        | IFK Östersund       | 6.11,8 min | Uppgift saknas         |
| 1950 | Gunnar Hjeltnes       | Norge               | 4.04,6 min | Hans "Hasse" Hansson   |
| 1951 | Maurice Sanglard      | Frankrike           | 4.12,1 min | Åke Nilsson            |

## Segrare i damklassen
| År   | Segrare            | Klubb    | Tid        | Kombinationssegrare |
| ---- | ------------------ | -------- | ---------- | ------------------- |
| 1939 | Laila Schou Nilsen | Norge    | 4.50,4 min | Laila Schou Nilsen  |
| 1940 | May Nilsson        | Åre SLK  | 4.00,0 min | May Nilsson         |
| 1941 | Inställt           |          |            | Inställt            |
| 1942 | Inställt           |          |            | Inställt            |
| 1943 | Britt Nilsson      | Frösö IF | 5.53,2 min | Inställt            |
| 1944 | May Nilsson        | Åre SLK  | 3.20,0 min | May Nilsson         |
| 1945 | May Nilsson        | Åre SLK  | 5.03,8 min | Inställt            |
| 1946 | Inställt           |          |            | Inställt            |
| 1947 | Sarah Thomasson    | Åre SLK  | 4.18,4 min | Uppgift saknas      |
| 1948 | May Nilsson        | Åre SLK  | 3.39,0 min | May Nilsson         |
| 1949 | Sarah Thomasson    | Åre SLK  | 3.23,6 min | Uppgift saknas      |
| 1950 | Sarah Thomasson    | Åre SLK  | 3.25,6 min | Sarah Thomasson     |
| 1951 | Borghild Niskin    | Norge    | 3.18,0 min | Borghild Niskin     |